# کودکی عریان
کودکی عریان (فرانسوی: L'Enfance nue‎) فیلمی به کارگردانی موریس پیالا محصول سال ۱۹۶۹ است. کودکی عریان نخستین فیلم بلند پیالا بود. فرانسوا تروفو یکی از تهیه کنندگان این فیلم بود.